# Jiangxisaurus
Jiangxisaurus là một chi khủng long, được Wei Pu Xu L. Liu D. & Lü mô tả khoa học năm 2013.